# 花儿为什么这样红
《花儿为什么这样红》，1963年公映的影片《冰山上的来客》的插曲，由雷振邦根据塔吉克族民间歌曲《古力碧塔》改编而成，曲调具有新疆民歌风味，歌词主题时边防战士的爱情生活。1963年影片公映后，该曲在中国大陆地区的群众中普遍传唱。相比《古力碧塔》，该歌曲适当放慢了速度，并根据歌词句式的需要进行了改编创作。

## 影片插曲
《花儿为什么这样红》在影片《冰山上的来客》中三次出现，是贯穿于整个影片的背景音乐。第一次出现时在片头，男主人公回忆小时候的辛酸经历时演唱，为完整展示；第二次出现时为辨别假古兰丹姆时出现，第三次是男女主相遇时无意间唱起，为男女声二重唱。
歌曲配乐运用了都它尔、热瓦甫、手鼓、小提琴等乐器，原始粗放，旋律悠扬，曲风质朴，营造了出—种忧伤和浪漫的气氛基调，具有鲜明的民族特色和地域色彩。